# 주공아파트
주공아파트는 대한민국의 공기업 한국토지주택공사에서 지은 아파트 단지이며, 주공그린빌, 뜨란채, 휴먼시아 등의 브랜드를 거쳐왔다. 현재 안단테라는 이름으로 전개중이다.

## 휴먼시아
휴먼시아(Humansia)는 2006년에 출범한 브랜드이다. 대한주택공사는 2006년 8월 판교 신도시부터 휴먼시아 브랜드를 적용하여, 매년 1만 5000가구 이상을 공급했으며, 내부에서도 성공적인 브랜드로 평가받았다.
휴먼시아는 인간, 인류를 뜻하는 "Human"과 넓은 공간, 대지를 의미하는 "sia"의 합성어로, 인간이 중심이 되는 최고의 도시주거공간 조성을 통해 국민에게 풍요로운 삶의 가치를 제공한다는 주공의 비전을 담고 있다.
2009년부터 한국토지주택공사에서 사용하게 되었다. 하지만 LH는 2011년 5월부터 자사 브랜드 "휴먼시아"의 사용을 중단했다.
LH측은 "휴먼시아보다 통합 LH를 먼저 알려야 한다는 전략적 판단때문"이라고 해명했지만, 건설 업계에서는 비판을 받고 있다. 주공은 지난 2004년에도 뜨란채(Tranchae) 브랜드를 2년 남짓 사용하다가 폐기하여 비판을 받기도 했었다. 휴먼시아 브랜드 사용 중단에 대해 국회 국토해양위원회 김희철 의원은, "휴먼시아가 못사는 아파트로 낙인 찍혔다"고 발언한 이지송 LH 사장의 의중이 반영된 것이라고 주장했다.